# Nuovo PSI
Il Nuovo PSI (NPSI) è un partito politico italiano nato il 19 gennaio 2001 come Partito Socialista - Nuovo PSI (PS-NPSI) dalla confluenza di due distinti soggetti dell'area riformista:
- il Partito Socialista, fondato nel 1996 e guidato da Gianni De Michelis e Margherita Boniver;
- la Lega Socialista di Bobo Craxi e Claudio Martelli, fuoriusciti nel 2000 dai Socialisti Democratici Italiani.

Legato alla figura di Bettino Craxi, ne rivendica orgogliosamente i risultati conseguiti alla guida del Paese. Si è autodichiarato di centro-sinistra ma in occasione di elezioni si è presentato in alleanza con partiti di centro-destra. Alcuni commentatori vicini al centro-destra hanno affermato che tale partito propugni il socialismo liberale, ma il reale sostegno a tale ideologia politica è stato contestato più volte.

## Storia

### Il debutto nelle istituzioni e i primi riconoscimenti
Il 14 luglio 2000 si svolse alla Fiera di Roma la Costituente del Nuovo PSI, presieduta da Stefania Craxi, a cui parteciparono anche Gianni De Michelis, Bobo Craxi e Claudio Martelli, nonché ospiti come gli esponenti dei Socialisti Democratici Italiani Ugo Intini e Enrico Boselli. 
Dopo la realizzazione di un manifesto programmatico, durante il congresso costitutivo al Palavobis di Milano fu ufficializzata la partecipazione alla coalizione della Casa delle Libertà.
La vittoria alle elezioni politiche del 2001 consentì la nascita del Governo Berlusconi II, dove Caldoro assunse l'incarico di Sottosegretario di Stato al Ministero dell'istruzione, dell'università e della ricerca.
Nella quota proporzionale della Camera dei deputati, i voti raccolti furono 350 000, pari all'1%, dunque lontano dalla soglia di sbarramento del 4%. Nella quota maggioritaria, nei collegi uninominali della Camera furono eletti Bobo Craxi, Vincenzo Milioto (nella circoscrizione Sicilia 1) e Chiara Moroni (nella circoscrizione Lombardia 2); al Senato fu eletto Francesco Crinò (in Calabria).
Quest'ultima, figlia del parlamentare Sergio, nel corso della XV legislatura fu sovente vittima di attacchi verbali da parte di esponenti della Lega Nord.
Il secondo congresso nazionale, celebrato nei mesi successivi, fu alquanto partecipato e prevede la presenza di esponenti di altre formazioni; Carlo Azeglio Ciampi e Francesco Cossiga inviarono i loro saluti.
Il terzo congresso nazionale del 2003 si concluse inoltre con la riconferma alla segreteria di Gianni De Michelis, l'ingresso del noto sindacalista Agostino Marianetti e dell'ex presidente delle Ferrovie dello Stato Lorenzo Necci.

### I tentativi di unità e la rinnovata rappresentanza al Governo
Il gruppo dirigente tentò inoltre di ricomporre il quadro delle formazioni socialiste promuovendo una lista unitaria per le europee del 2004, al fine di recuperare la storia comune e misurarsi come forza politica.
I Socialisti Democratici Italiani preferirono partecipare alla lista Uniti nell'Ulivo.
Il cartello promosso con la collaborazione di Claudio Signorile, Socialisti Uniti per l'Europa, raccolse il 2% e fu decisivo per l'elezione di due candidati.
Entrambi presero parte al Gruppo dei Non iscritti del Parlamento europeo.
In quello stesso periodo venne avviato un dialogo con il Partito Liberale Italiano di Stefano De Luca e il Partito Repubblicano Italiano di Francesco Nucara.

Alle elezioni regionali del 2005 il dato globale dello 0,9% includeva il sorprendente 5,4% della Calabria. L'artefice di questo exploit fu Saverio Zavettieri. 

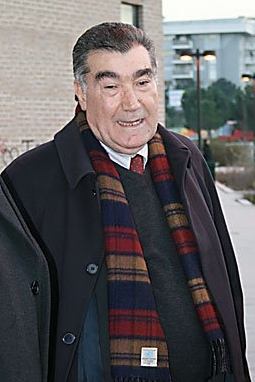
Saverio Zavettieri

In Sardegna il Nuovo PSI era rappresentato dal presidente Raffaele Farigu, già deputato nazionale del PSI per due legislature. Venne eletto in consiglio regionale nel 2006 con Autonomia di Sardegna Socialista equivalente al Nuovo PSI Sardo.
Nel successivo nuovo esecutivo Caldoro venne promosso Ministro per l'attuazione del programma di governo, Giovanni Ricevuto era Viceministro all'Istruzione, università e ricerca e Mauro Del Bue Sottosegretario di stato al Ministero delle infrastrutture e dei trasporti.

### Quarto congresso nazionale

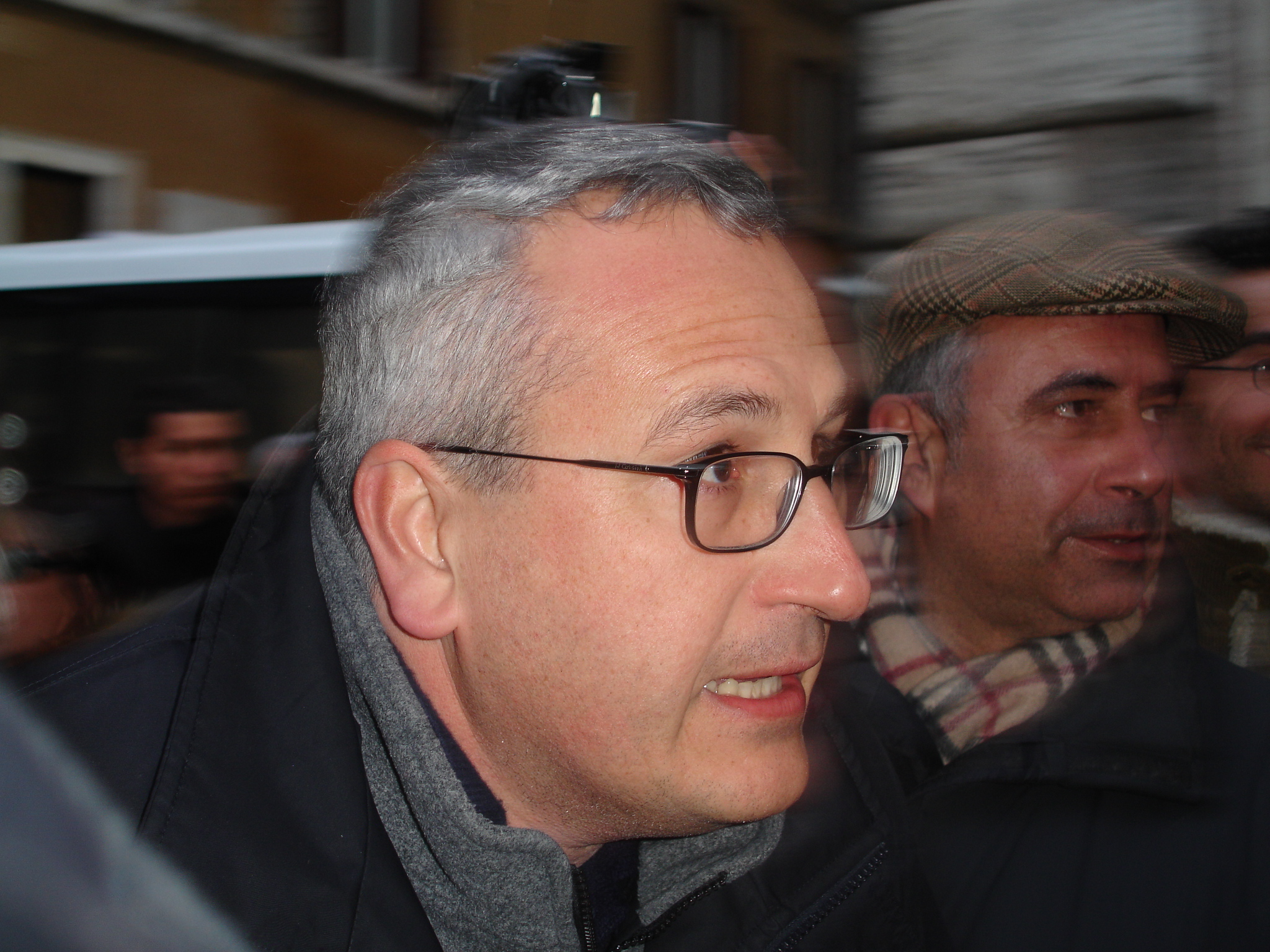
Bobo Craxi

Dopo le decisioni assunte dal Consiglio nazionale il congresso straordinario d'autunno di Roma si svolse in un clima infuocato, dal momento che la discussione riguardante due mozioni contrapposte sfociò inaspettatamente in una rissa.
La prima puntava alla rielezione del segretario uscente e sottolineava come la doverosa ricerca dell'unità socialista (favorita da un ritrovato dialogo con Enrico Boselli) non debba comportare rotture traumatiche nel rapporto con Silvio Berlusconi; la seconda proponeva Craxi alla segreteria.
Quest'ultimo approfittò dell'abbandono improvviso dei suoi sfidanti e si proclamò vincitore.
Al termine di un complicato iter giudiziario, caratterizzato da due diverse sentenze, il 26 gennaio 2006 il Tribunale Civile di Roma sentenziò l'irregolarità della procedura dei lavori.
De Michelis fu dunque "l'unico titolare legale del nome e del simbolo del partito".
La rottura a questo punto fu inevitabile: Il 7 febbraio nacque la nuova aggregazione de I Socialisti.
In occasione delle elezioni politiche del 2006 registrarono un accordo con la Democrazia Cristiana per le Autonomie di Gianfranco Rotondi. La lista ottenne 285 000 voti alla Camera (0,7%) e 190 000 voti al Senato (0,6%).
Le norme previste dalla legge elettorale, che premiavano le liste maggiormente votate al di sotto della clausola di sbarramento del 2%, facilitarono l'approdo a Montecitorio di quattro esponenti.
Costoro iniziarono a contestare il Governo Prodi II per la sua condotta sui temi economici, in particolare per quanto concerne la Legge finanziaria del 2007.

### La separazione tra Partito Socialista e Nuovo PSI
Dopo una travagliata assemblea nazionale tenutasi il 1º aprile 2007, De Michelis, convinto dalla presentazione di un ricorso da parte di alcuni membri dell'esecutivo in merito ad un'illegittima fissazione del termine per la presentazione delle mozioni, riconvocò il Consiglio Nazionale e inizia le pratiche per un nuovo Congresso.
Questo periodo era caratterizzato soprattutto dalla possibilità di partecipare al progetto unitario della Costituente Socialista promossa dai Socialisti Democratici Italiani, alla quale guardava con interesse l'ala sinistra del partito guidata da Gianni De Michelis e Mauro Del Bue, mentre l'ala guidata dall'allora coordinatore Stefano Caldoro e da Lucio Barani si era dimostrata contraria, in quanto intenzionata a portare avanti l'alleanza con la Casa delle Libertà. In quell'anno si tennero perciò due congressi contrapposti, con reciproche accuse di illegittimità: nel congresso del 23 e 24 giugno l'ala destra del partito elesse Stefano Caldoro segretario del partito, mentre nel congresso del 7-8 luglio l'ala sinistra elesse Del Bue segretario e De Michelis presidente.
La disputa fra le due anime venne risolta con una scrittura privata del 23 giugno 2007, in cui le parti presero atto dell'inconciliabilità delle loro posizioni politiche e concordarono la spartizione del nome, "Nuovo PSI" all'ala destra guidata da Caldoro e Barani e "Partito Socialista" all'ala sinistra guidata da Del Bue e De Michelis.
L'area facente riferimento a Del Bue e De Michelis partecipò quindi ad ottobre 2007 alla fondazione del Partito Socialista, mentre il NPSI di Caldoro avrebbe successivamente aderito a Il Popolo della Libertà.

### L'intesa con Il Popolo della Libertà e i cambi al vertice
L'annuncio di Silvio Berlusconi riguardante la nascita del nuovo soggetto unitario protagonista alle consultazioni legislative, che si conclusero con un netto successo della alleanza di centro-destra, indusse i componenti della direzione nazionale a stipulare un patto federativo.
Si decise quindi di proseguire un percorso autonomo locale, al fine di continuare a misurarsi sul territorio.
Alle consultazioni regionali del 2010 il simbolo comparve innanzitutto in Piemonte e Liguria, senza ottenere seggi.
Ben diverso il risultato della Campania, dove Caldoro divenne il nuovo Governatore e la lista conquistò il 5,8% e 3 consiglieri; il quarto fu un autorevole esponente del Movimento per le Autonomie.
Tale risultato si verificò anche in Calabria.
A giugno 2011, appena dopo la partecipazione allo schieramento riconducibile a Letizia Moratti, Lucio Barani, ex sindaco di Aulla, diventò il nuovo Segretario.
Questi conquisterà un seggio in Senato alle politiche 2013.

### I vari appuntamenti elettorali
Per quanto concerne le Elezioni amministrative in Italia del 2014 a Bari si registrarono dei consensi pari all'1,13%.
A San Severo, in provincia di Foggia, invece, l'1%; ad Ariano Irpino, dinamico centro in provincia di Avellino, ci furono due eletti. Il loro apporto in termini di consensi personali fu addirittura determinante per la riconferma del sindaco Domenico Gambacorta.
Le elezioni europee del 2014 costituirono invece un'occasione per appoggiare alcuni esponenti di Forza Italia.
A tal proposito la ricandidatura di Lara Comi nella circoscrizione Italia nord-occidentale andò a buon fine con 83.856 preferenze; allo stesso modo Aldo Patriciello ottenne la rielezione nella circoscrizione Italia meridionale, mentre Alessandro Battilocchio conquistò 18.026 preferenze.
Alle successive consultazioni regionali liguri il segretario regionale Giuseppe Vittorio Piccini e il segretario della Provincia della Spezia Enrico Ghizolfi si presentarono con Forza Italia.
Per quanto riguarda le elezioni campane un suo esponente, Massimo Grimaldi, portò a casa 10.386 preferenze, avendo guidato con successo la lista Caldoro Presidente, premiata nella circoscrizione di Caserta con un sorprendente 9%. Sempre in ambito locale la miglior performance riguardò Eboli, in Provincia di Salerno.
Qui a prevalere fu Massimo Cariello, con la lista che conquistò addirittura il 10% e quattro seggi.
Il 18 aprile il Consiglio Nazionale discusse della riorganizzazione sulla base delle Macro-Regioni e della riapertura del Tesseramento.
Alla luce delle numerose polemiche suscitate dalla sua adesione al gruppo Alleanza Liberalpopolare-Autonomie, guidato da Denis Verdini, il 5 agosto 2015 Barani decise di dimettersi.
In seguito l'avvocato Antonio Fasolino, che nelle precedenti consultazioni (circoscrizione di Salerno) aveva ottenuto 11.206	preferenze, diventò il nuovo coordinatore nazionale. Fra i suoi primi atti vi fu il lancio della doppia tessera.
Ad affiancarlo saranno Guido Marone e il già citato Battilocchio, che in tal modo ufficializzò il suo ritorno.
Alle elezioni amministrative del 2016 si concretizzò l'intenzione di aprirsi alla società civile.
A Bolzano il partito contribuì al risultato della lista unitaria "Alleanza per Bolzano", promossa da Giorgio Holzmann, ex deputato del PdL, comprendente anche i Conservatori e Riformisti, Fratelli d'Italia, rappresentanti del Popolo della Famiglia e dalla lista civica di Giovanni Benussi..
A Milano il simbolo non venne presentato; ciò nonostante la locale federazione contribuì all'elezione in Consiglio di Silvia Sardone, che conseguì 2319 preferenze.
Alle elezioni amministrative del 2017 il partito appoggiò la candidatura di Marco Bucci a sindaco di Genova. Alle elezioni amministrative del 2019, il partito invitò a votare per Forza Italia in Toscana.

### La nuova fase
La riorganizzazione interna proseguì con nuovi assetti per quanto riguarda le federazioni regionali e provinciali, il tesseramento e gli adempimenti per il congresso nazionale del 2017.
La necessità di un maggiore impegno trovò spazio anche in Sicilia dove, domenica 11 settembre a Milazzo, il segretario Vincenzo Antonuccio organizzò un incontro pubblico.
La discussione riguardava un articolato programma riguardante sia temi di interesse nazionale, come le possibili modifiche alla legge elettorale italiana del 2015, sia le strategie di medio e lungo periodo in un'ottica di sviluppo e rilancio di settori quali economia, turismo e utilizzo dei fondi europei.
Fu inoltre rimarcata la volontà di prendere parte alle elezioni regionali, inizialmente con l'Unione di Centro, in un secondo momento partecipando alla lista Popolari e Autonomisti.
Emerse infine un certo interesse per le iniziative di Stefano Parisi, caratterizzate anche dal No alla Riforma costituzionale Renzi-Boschi.
L'8 aprile 2017 si svolse il VI Congresso Nazionale. Esso confermò la linea culturale e programmatica fin lì intrapresa, nonché il successivo percorso da intraprendere.
Alle elezioni politiche del 2018, venne eletto alla Camera nel collegio uninominale di Civitavecchia Alessandro Battilocchio in quota Forza Italia e con il sostegno della coalizione di centro destra.
Nel 2019 Lucio Barani fu nuovamente nominato segretario del partito, dopo esserlo già stato dal 2011 al 2015.
In vista delle elezioni regionali del settembre 2020 in Puglia si presenta insieme all’UDC in appoggio a Raffaele Fitto, in Campania presenta i propri candidati nella lista "Caldoro Presidente - UDC" in appoggio alla candidatura del proprio leader nazionale Stefano Caldoro mentre in Liguria e Toscana appoggia candidati di Forza Italia così come già successo l’anno prima alle comunali di Firenze.

### La rottura con Forza Italia e il nuovo patto federativo con la DC di Rotondi e con Fratelli d’Italia
Il 17 novembre 2022, dopo la mancata elezione di Stefano Caldoro in Parlamento, l'esecutivo nazionale presieduto dal segretario nazionale Lucio Barani e dallo stesso Caldoro hanno annunciato la fine del patto federativo con Forza Italia.
Alle elezioni amministrative del 2023 il Nuovo PSI presenta una propria lista a Massa a sostegno di Marco Guidi, candidato appoggiato anche da FdI e Noi moderati, a Terni sostiene Orlando Masselli con la lista Nuovo PSI - Liberali e Riformisti, a Pisa ha propri candidati inseriti nella lista Forza Italia-UdC-PLI, come il vicesindaco Bonsangue, a sostegno del sindaco uscente Michele Conti , a Siena presenta una lista insieme a Forza Italia e UdC, in Puglia sostiene i candidati del centro-destra a Bisceglie, Toritto, Poggiorsini, Ascoli Satriano e Foggia mentre a Pontecagnano Faiano si presenta in lista con Noi moderati.
A fine luglio l’onorevole Gianfranco Rotondi e Stefano Caldoro presentano il nuovo gruppo consiliare della Regione Campania “Moderati e Riformisti” di cui fanno parte anche Massimo Grimaldi, Livio Petitto (capogruppo che nel 2020 era stato eletto in maggioranza con “Davvero - Partito Animalista”) e Gennaro Cinque (unico eletto della lista “Caldoro Presidente - Unione di Centro” e quasi subito passato al Gruppo Misto).
Il 29 ottobre 2023, a Saint Vincent, viene infine ufficializzato un nuovo patto federativo con il nuovo movimento politico Democrazia Cristiana con Rotondi.
In occasione delle elezioni europee del 2024 sfuma la candidatura di Massimo Grimaldi nelle liste di Fratelli d’Italia; viene ribadito comunque il sostegno al partito della Premier. Alle comunali presenta una propria lista a Bari raccogliendo solo lo 0,7%.

## Ideologia
I suoi valori sono riconducibili al socialismo liberale teorizzato da Carlo Rosselli, nonché a quelli propugnati dalla "corrente autonomista" che ha visto in Pietro Nenni e nello stesso Craxi i massimi esponenti.
Gli altri precursori ideali sono Filippo Turati, Sandro Pertini, Giuseppe Saragat e Giacomo Mancini.

## Struttura

### Segretario
- Gianni De Michelis (2001–2007)
- Stefano Caldoro (2007–2011)
- Lucio Barani (2011–2015; 2019–in carica)

### Coordinatore
- Antonio Fasolino (2015–in carica)

### Presidente
- Bobo Craxi (2001–2002)
- Vincenzo Milioto (2002–2005)
- Francesco Pizzo (2005–2007)
- Roberto Scheda (2007–2009)
- Stefano Caldoro (2011–in carica)

### Vicesegretario
- Bobo Craxi (2002–2005)
- Chiara Moroni (2005–2006)
- Alessandro Battilocchio (2006–2007)
- Franco Spedale, Adolfo Collice e Franco Caruso (2007–2009)
- Michele Simone (2023 - in carica)

### Portavoce
- Claudio Martelli (2001–2002)
- Bobo Craxi (2002–2005)
- Chiara Moroni (2005–2006)
- Mauro Del Bue (2006–2007)

## Risultati elettorali
| Elezione       | Elezione     | Voti                       | %                          | Seggi   |
| -------------- | ------------ | -------------------------- | -------------------------- | ------- |
| Politiche 2001 | Camera       | 353 269                    | 0,95                       | 3 / 630 |
| Politiche 2001 | Senato       | nella Casa delle Libertà   | nella Casa delle Libertà   | 1 / 315 |
| Europee 2004   | Europee 2004 | 664 463                    | 2,04                       | 2 / 78  |
| Politiche 2006 | Camera       | 285 474                    | 0,74                       | 4 / 630 |
| Politiche 2006 | Senato       | 190 724                    | 0,55                       | 0 / 315 |
| Politiche 2008 | Camera       | Ne Il Popolo della Libertà | Ne Il Popolo della Libertà | 2 / 630 |
| Politiche 2008 | Senato       | -                          | -                          | -       |
| Politiche 2013 | Camera       | -                          | -                          | -       |
| Politiche 2013 | Senato       | Ne Il Popolo della Libertà | Ne Il Popolo della Libertà | 1 / 315 |
| Politiche 2018 | Camera       | In Forza Italia            | In Forza Italia            | 1 / 630 |
| Politiche 2018 | Senato       | -                          | -                          | -       |
| Politiche 2022 | Camera       | In Forza Italia            | In Forza Italia            | 1 / 400 |
| Politiche 2022 | Senato       | -                          | -                          | -       |
| 1. 2.          |              |                            |                            |         |

## Congressi
- I Congresso - Milano, 19-20 gennaio 2001
- II Congresso - Roma, 15-16 dicembre 2002
- III Congresso - Roma, 11-13 aprile 2003
- IV Congresso - Roma, 21-23 gennaio 2005
- V Congresso (invalidato) - Roma, 21-23 ottobre 2005
- V Congresso - Roma, 23-24 giugno 2007
- VI Congresso - Roma, 8 aprile 2017

## Organo ufficiale
Socialista Lab, fondato nel 2004, ha rappresentato una voce autorevole, iniziando le proprie pubblicazioni il 21 gennaio 2005. Nel 2007, a seguito della scissione, la sua direzione è stata assunta da Stefano Caldoro.
Nel 2014 il giornale viene sostituito da È ora! Bisogni e meriti, disponibile nella sola versione on line, diretto da Gianfranco Polillo.